# (17005) 1999 CD63
A (17005) 1999 CD63 a Naprendszer kisbolygóövében található aszteroida. A LINEAR projekt keretében fedezték fel 1999. február 12-én.